# Bersaillin
Bersaillin é uma comuna francesa na região administrativa de Borgonha-Franco-Condado, no departamento de Jura. Estende-se por uma área de 13,9 km². Em 2010 a comuna tinha 421 habitantes (densidade: 30,3 hab./km²).